# Cesmína ostrolistá
Cesmína ostrolistá (Ilex aquifolium) je stálezelený keř rostoucí v západní a jižní Evropě a v severní Africe. Je to ceněná okrasná dřevina a je pěstována i v ČR.

## Charakteristika
Cesmína ostrolistá je stálezelený, vzpřímeně rostoucí a hustě větvený keř nebo strom dorůstající výšky 2 až 8, výjimečně až 15 metrů. Letorosty jsou zelené až purpurově červené, lysé nebo krátce chlupaté. Listy jsou kožovité a tuhé, na líci leskle tmavě zelené, na rubu světle zelené, 4 až 8 cm dlouhé. Čepel listů je vejčitá až eliptická, na okraji zvlněná a hrubě ostnitá. Řapíky jsou 5 až 16 mm dlouhé. Listy starých exemplářů bývají i celokrajné, bez ostnů. Květy jsou 4četné, bílé nebo lehce načervenalé, široké asi 8 mm. Kvete v květnu až červnu. Plody jsou kulovité, jasně červené, asi 1 cm velké peckovice.
Tento druh je přirozeně rozšířen v atlantské, subatlantské a středomořské části Evropy a v severní Africe. K nám nezasahuje, nejbližší lokality jsou v Německu. Ve Středomoří roste ve vlhčích stinných polohách nižších hor.

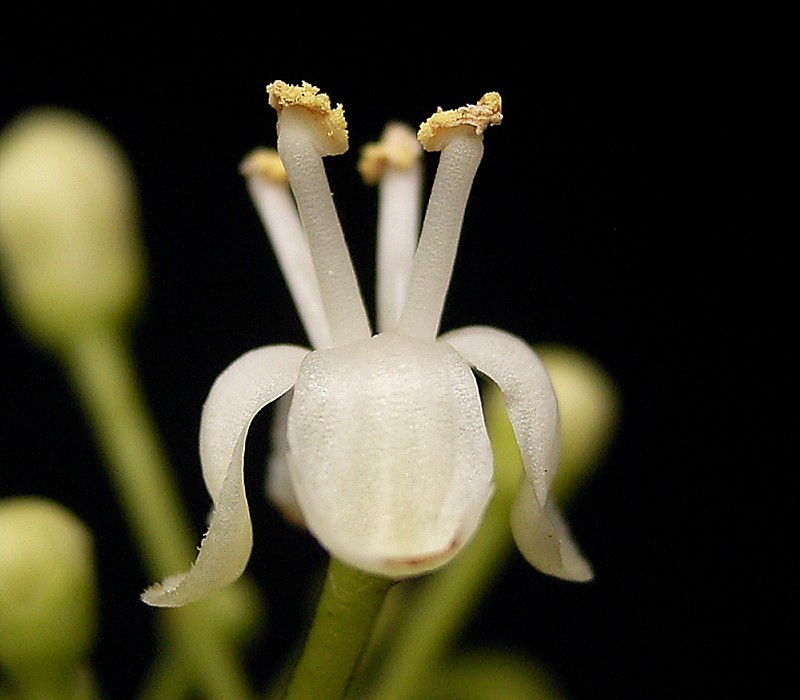
detail květu
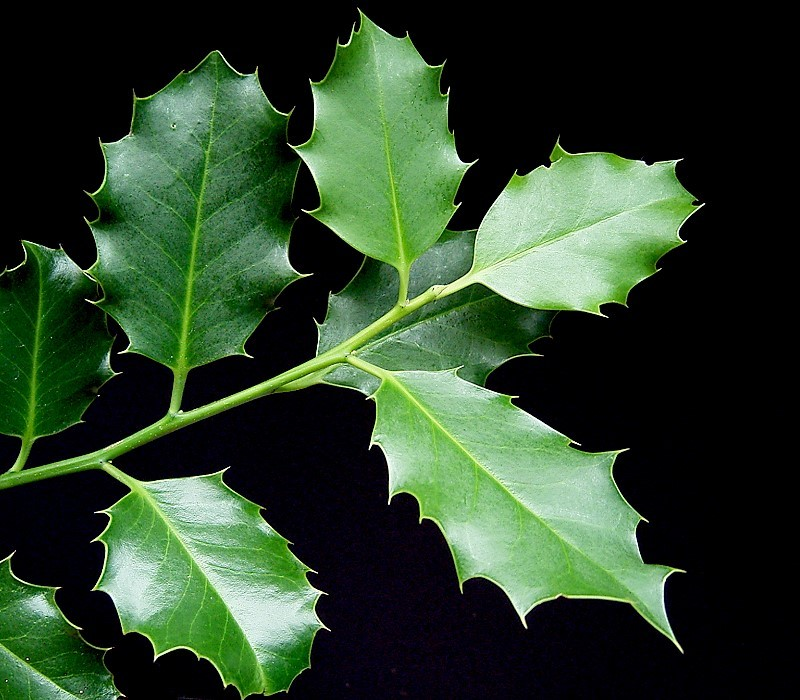
větévka
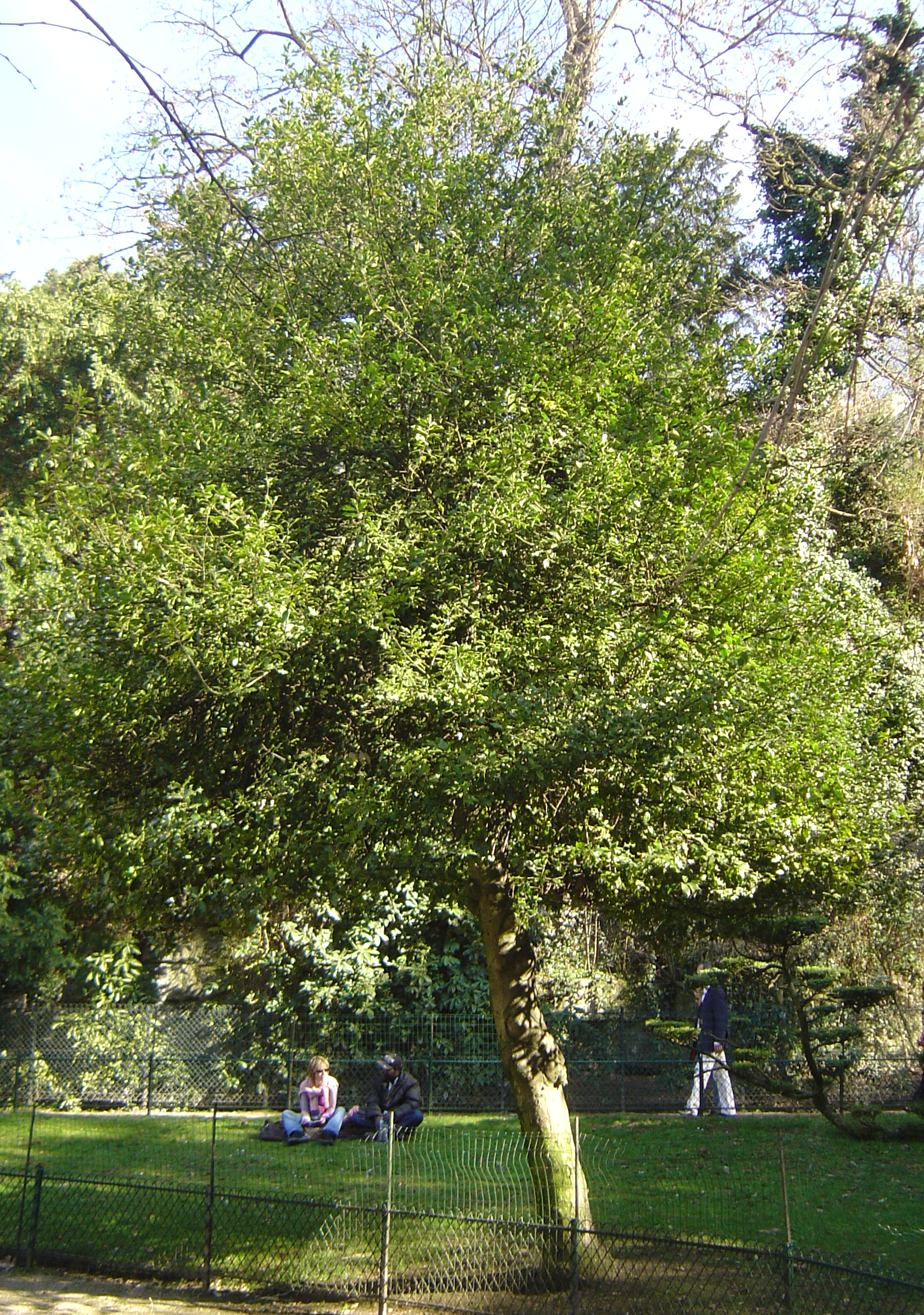
vzrostlý exemplář
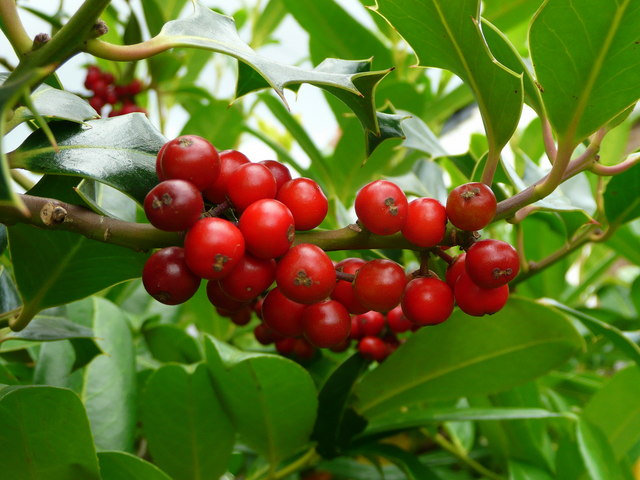
zralé plody
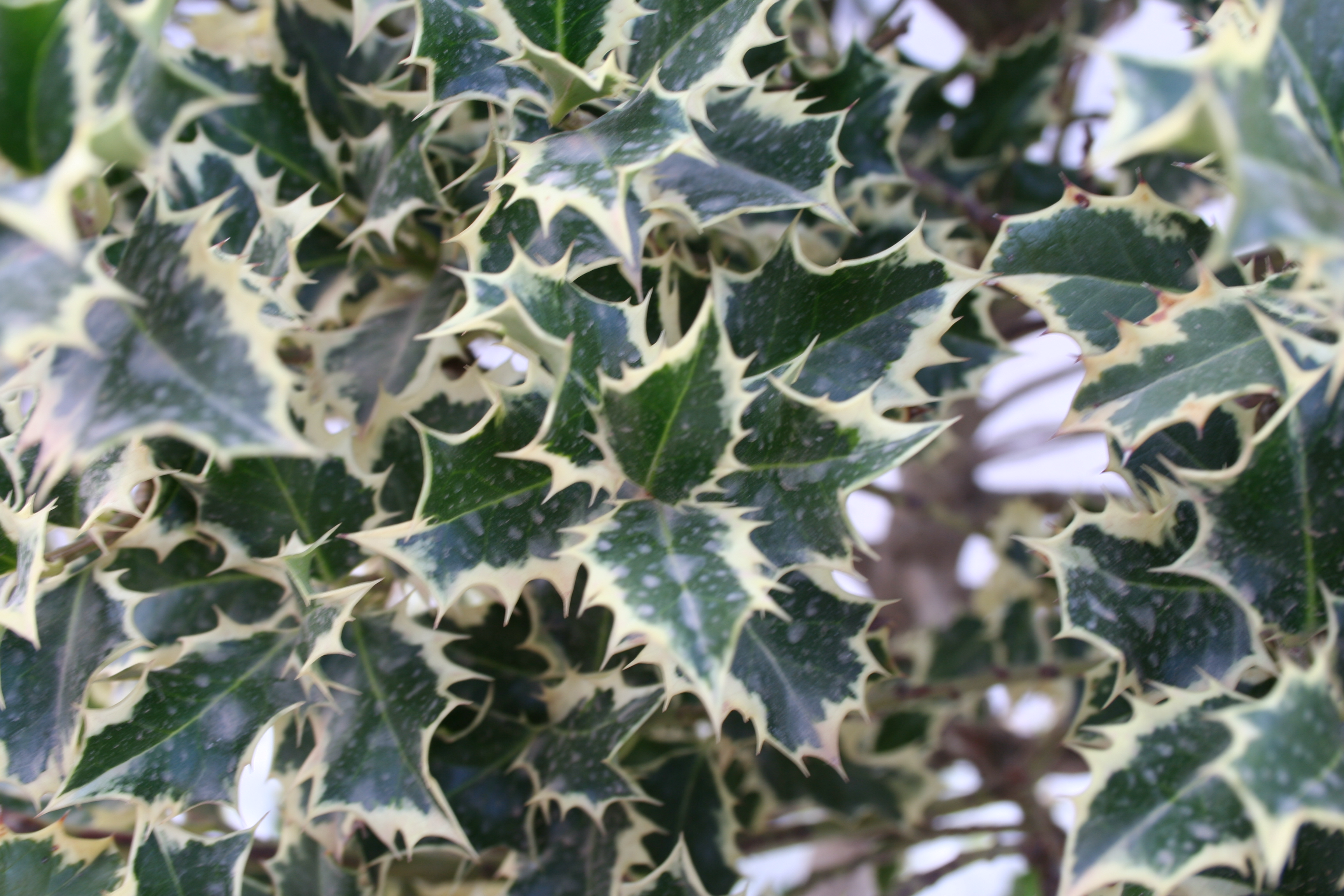
panašovaný kultivar

## Využití
Cesmína ostrolistá je ceněná stálezelená dřevina, celoročně dekorativní sytě zelenými lesklými listy a v zimě i jasně červenými plody. Kultivarů je obrovské množství, většinou se jedná o samičí klony. Některé kultivary mají skvrnité či světle vroubené listy (např. 'Argenteomarginata', 'Aureovariegata' a 'White Cream'), jiné mají listy celokrajné a bez trnů ('Integrifolia', 'Heterophylla'), existují i kultivary se žlutými a dokonce i bílými plody ('Bacciflava', 'Fructo Alba'). První cesmína byla v Čechách vysazena již v roce 1880 v zámeckém parku na Sychrově.
V Anglii je snítka cesmíny s červenými plody tradičním symbolem Vánoc podobně jako v českém prostředí jmelí.
Listy cesmíny ostrolisté jsou využívány také lékařsky např. při zánětu pohrudnice, kataru a neštovicích. Tvrdé dřevo se využívalo v řezbářství.